# 徳島県立あさひ学園

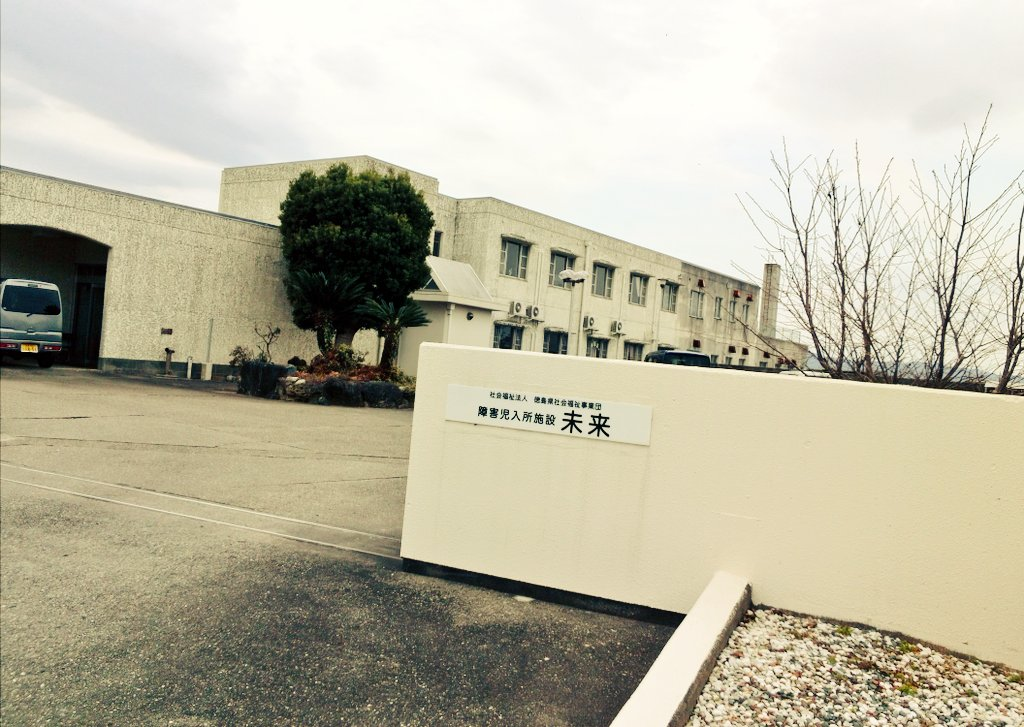
障害児入所施設　未来

徳島県立 あさひ学園（とくしまけんりつ あさひがくえん）は、徳島県徳島市国府町中にあった児童福祉法に基づき設立された知的障害児施設。
現在は社会福祉法人徳島県社会福祉事業団が運営する障害児入所施設「未来」となっている。

## 沿革
- 1952年（昭和27年）09月25日 - 徳島市庄町3丁目に「徳島県立あさひ学園」開設。
- 1974年（昭和49年）04月15日 - 現在地に新園舎が完成し移転、定員数増員、隣接して国府養護学校新校舎完成。
- 2012年（平成24年）04月01日 - 徳島県から社会福祉法人徳島県社会福祉事業団へ移譲される。
- 2015年（平成27年）04月01日 - 「未来」竣工、事業開始。

## 学級
- ひまわり学級（4歳児クラス・5歳児クラス各10人）
ひまわり学級は母子通園、保育所・幼稚園との併用通園
- ひよこ学級（1グループ各10人）

## 所在地等
- 〒779-3124 徳島県徳島市国府町中360-1

## 交通
- JR府中駅より南へ徒歩約15分。
- 徳島市営バス・徳島バス「あさひ学園前停留所」より西へ徒歩約1分。徳島バス「府中停留所」より南へ徒歩約10分。